# Козловець Едуард Валерійович
Едуард Валерійович Козловець — старший лейтенант Збройних сил України, учасник російсько-української війни, що відзначився у ході російського вторгнення в Україну у 2022 році.

## Життєпис
Едуард Козловець народився 1998 року в містечку Олевськ (з 2020 року Олевської міської громади Коростенського району) на Житомирщині. Після закінчення загальноосвітньої школи вступив на факультеті бойового застосування військ Національної академії сухопутних військ імені гетьмана Петра Сагайдачного. Після закінчення військового вишу в 2019 році за розподілом потрапив до 2-го батальйону 30-тої окремої механізованої бригади, де у 2014—2015 роках ніс військову службу батько. Після лейтенантської відпустки Едуард Козловець прибув до штабу бригади в ППД, а за два дні вже командував ВОПом біля Троїцького. Потім, взвод під його командуванням тримав оборону поблизу Попасної. З початку повномасштабного російського вторгнення в Україну перебуває на передовій

## Нагороди
- орден «Богдана Хмельницького» ІІІ ступеня (2022) — за особисту мужність і самовіддані дії, виявлені у захисті державного суверенітету та територіальної цілісності України, вірність військовій присязі.[2]